# リボンシティ

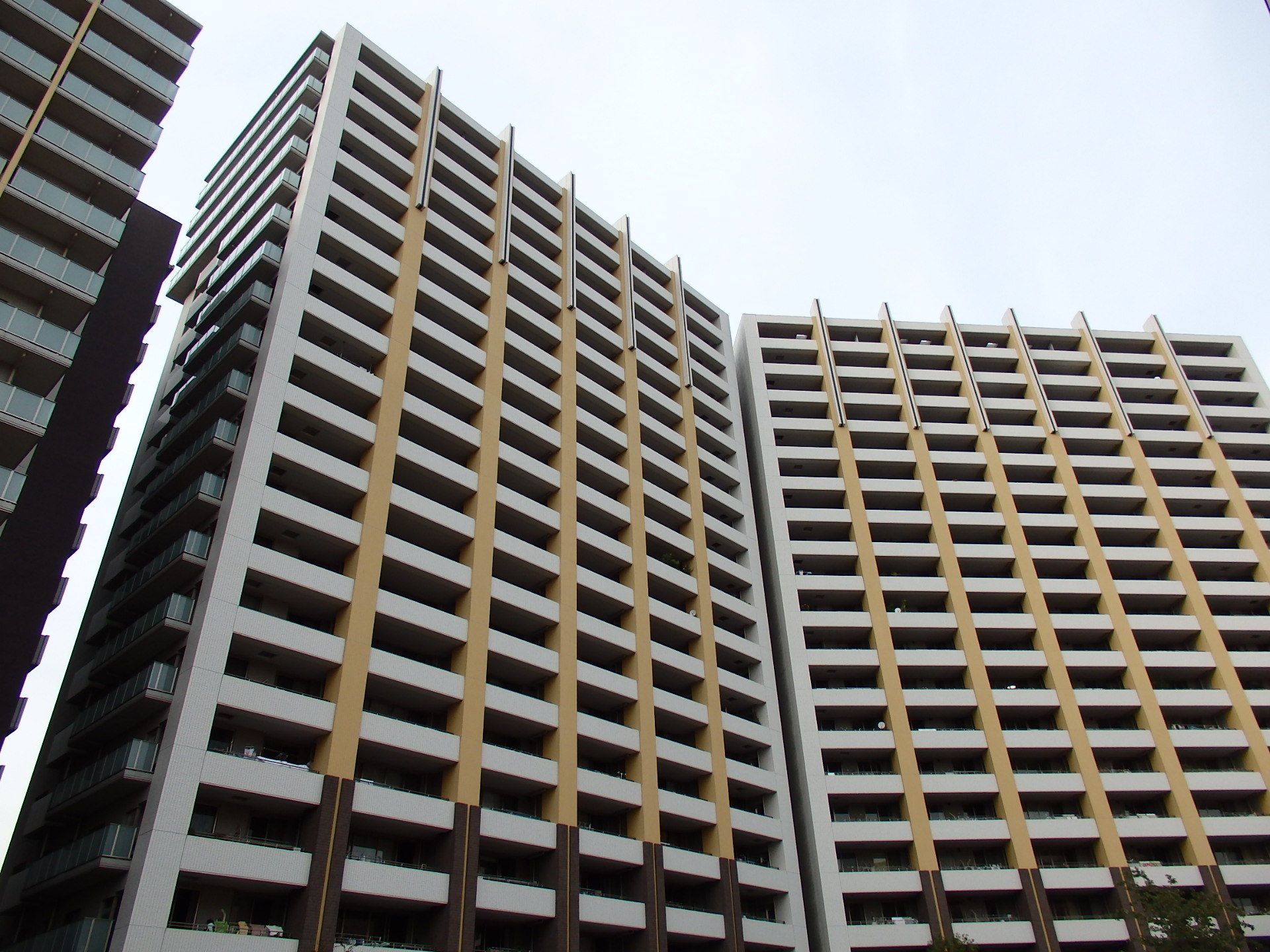
リボンシティ

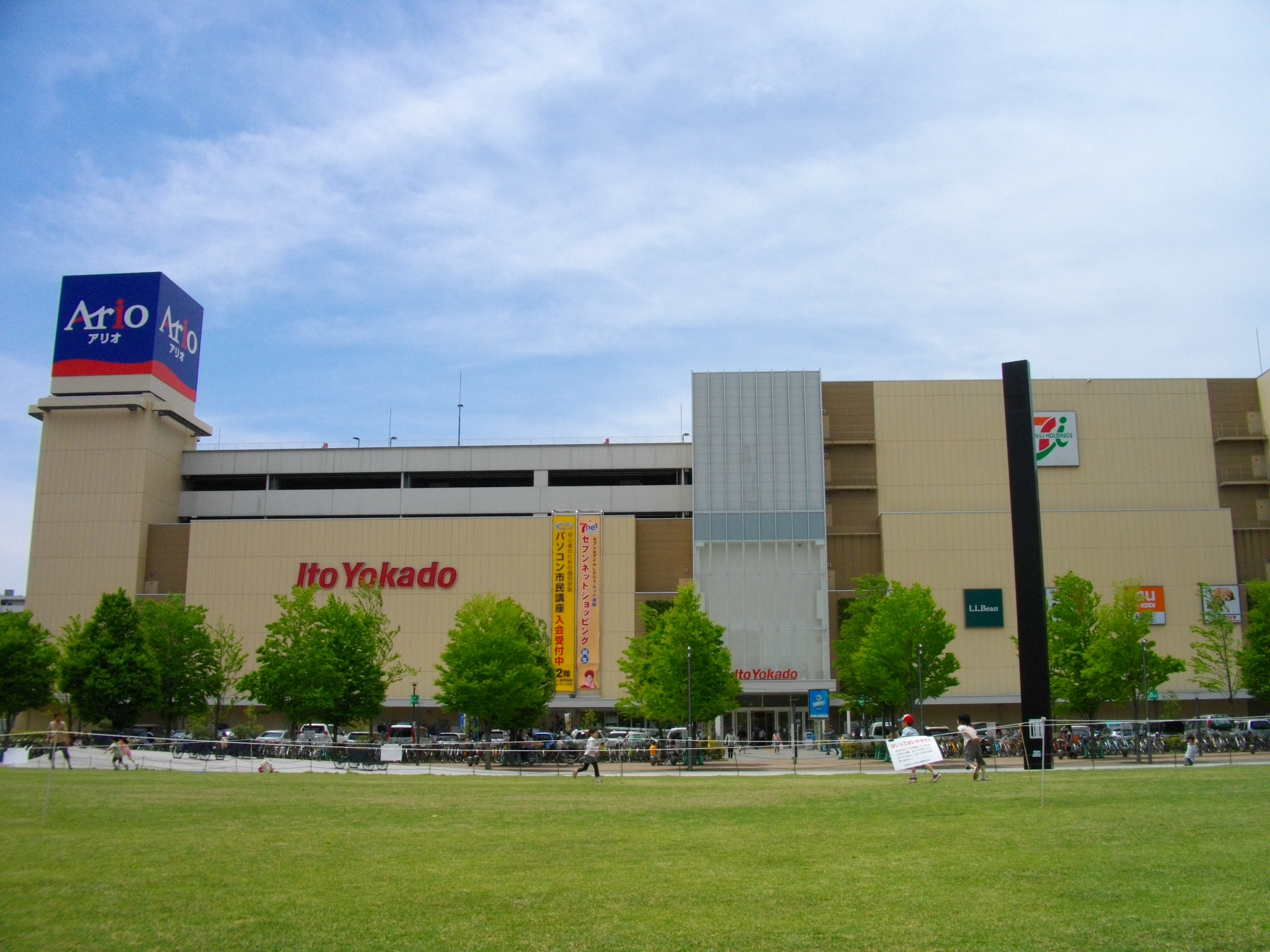
アリオ川口と広場

リボンシティは、埼玉県川口市並木元町の再開発地区。

## 概要
2003年に閉鎖されたサッポロビール埼玉工場の跡地において都市再生機構が行った再開発事業である。民間都市再生事業認定事業。大規模マンションのほか商業施設としてアリオ川口を配置した。南側に設置された広場には川口市立アートギャラリー・アトリアがある。地区名称はリボンちゃんにちなむ。

## 施設
- リボンシティレジデンス（住宅） - 868戸。A棟20階建て地下1階、B棟15階建て地下1階。
- アリオ川口
- 川口市立アートギャラリー・アトリア
- 戸建て地区
- 賃貸マンション
- 公園

## 開発の沿革
- 2003年12月 - 都市再生機構が土地の一部を取得[3]。
- 2005年9月 - 地区計画決定[4]。
- 2006年4月 - まちびらき。

## サッポロビール埼玉工場
- 1923年（大正12年）6月 日本麦酒東京工場として着工。
- 1924年（大正13年）6月 工場が完成し、サイダーの生産を開始。
- 1925年（大正14年）2月 ビール工場完成。
- 1926年（大正15年）6月 瓶ビールの生産を開始。
- 1933年（昭和8年）
  - 7月 大日本麦酒と合併し、同社の川口工場となる。
  - 12月 リボンシトロンの生産を開始。
- 1949年（昭和24年）9月 大日本麦酒が日本麦酒と朝日麦酒（現・アサヒビール）に分割され、同工場は日本麦酒の工場となる。
- 1952年（昭和27年）2月 日本初のオレンジジュースである「リボンジュース」を生産。
- 1964年（昭和39年）1月 日本麦酒はサッポロビールに商号を変更。
- 1973年（昭和48年）3月 缶ビールの生産を開始。
- 1979年（昭和54年）5月 第1回ビアフェスティバルを開催。
- 1987年（昭和62年） 工場名を「サッポロビール埼玉工場」に変更。
- 1994年（平成6年）
  - 9月 ジンギスカンなどを提供する「川口ビール園」を開業。なお、川口ビール園は2003年に閉鎖されたが、2012年の夏季に川口そごうの屋上において川口ビール園の「復活」としてサッポロビールやジンギスカンなどの飲食が実施された。そして、2013年も4月下旬から川口そごうの屋上において川口ビール園が「復活」してジンギスカンやサッポロビールの飲食を提供している。
  - 10月 地ビールの生産を開始。
- 2000年（平成12年）
  - 10月 リサイクル推進協議会よりリサイクル推進功労者として協議会会長賞を受賞。
  - 12月 環境庁長官から地球温暖化防止活動における「リサイクル部門」で表彰。
- 2002年（平成14年）9月2日 工場の閉鎖を発表。
- 2003年（平成15年）9月8日 工場を閉鎖。

## 交通アクセス
京浜東北線川口駅から徒歩7分。